# بتولیا (انتیوکیا)
بتولیا (انگلیسی: Betulia, Antioquia) نام شهری در کشور کلمبیا است.